# دون كولينز
دون كولينز (بالإنجليزية: Don Collins)‏ مواليد 28 نوفمبر 1958 في توليدو، هو لاعب كرة سلة أمريكي معتزل. بدأ مسيرته الاحترافية في سنة 1980. تم اختياره من قبل فريق أتلانتا هوكس خلال الدرافت. يبلغ طوله 6 قدم 6 بوصة (2.0 م). اعتزل اللعب في 1991. أحرز خلال مسيرته في الإن بي إيه 2983 نقطة بمعدل 9.8 نقاط في المباراة الواحدة.

## المسيرة الاحترافية
لعب مع أتلانتا هوكس في موسم 1980–1981، ثم لعب مع واشنطن ويزاردز من سنة 1980 إلى 1983، ثم لعب مع غولدن ستايت ووريورز في موسم 1983–1984، ثم لعب مع واشنطن ويزاردز في سنة 1985، ثم لعب مع ميلووكي باكز في سنة 1987.

## روابط خارجية
- دون كولينز على موقع إن بي أي (الإنجليزية)
- دون كولينز على موقع سبورتس رفرنس (الإنجليزية)
- دون كولينز على موقع كرة السلة الأوروبية.كوم (الإنجليزية)
- دون كولينز على موقع كلية كرة السلة في سبورتس رفرنس.كوم (الإنجليزية)
- دون كولينز على موقع ريلجم (الإنجليزية)
- دون كولينز على موقع بروبوليرز (الإنجليزية)